# オンユ
オンユ（本名:イ・ジンギ、朝: 이진기、1989年12月14日 - ）は、韓国出身のアイドルグループSHINeeのメンバーである。GRIFFINエンタテインメント所属。
日本語での名前の表記はオンユだが、朝鮮語での読み方はオニュ。オンユという芸名は「穏やかで柔らかい」という意味で、優しい笑顔と歌声を併せ持っているため事務所が名付けた。
2008年5月25日に韓国でSHINeeのメンバーとしてデビューし、2011年6月22日に日本デビューした。

## 略歴
本貫は全州李氏讓寧大君派19代孫。
グループ活動についてはSHINee#来歴へ。
2006年少女時代のショーケースでフィソンの曲「Do it」を歌った時に事務所のイ・スマン代表の目に留まり、翌日契約。
2008年SHINeeとしてデビュー。
2010年からKBS「야행성/夜行性/夜行星」、MBC「ショー! 音楽中心」のMCを担当。
2011年、「ATHENA－アテナ－」にカメオ出演。2012年SBSプラス「オーマイゴッドx2」にカメオ出演。ドラマティックライブ「ATHENA－アテナ－」のイベントを高熱のため欠席
2013年
シットコム「一抹の純情」にいとこ役で出演。シットコム「ロイヤルヴィラ」に弟ニート役で出演。
TvNバラエティ「八道放浪バンド」に出演。
8月11日ミンホが出演したドラマのイベント「花ざかりの君たちへ Premium Event 2013」にゲスト出演し、挿入歌「In your eyes」を披露。
2014年
2月28日-6月6日、SBSバラエティ「ジャングルの法則～ボルネオ編～/ブラジル編」に出演。6月10日、SMエンタテインメントは、3日にソウル市内の病院で声帯ポリープ除去などの手術を行ったことを明らかにした。これにより、KBS 2TV「ミュージックバンク in ブラジル」と、ミュージカル「雨に唄えば」(原題：Singin'in the Rain)に出演することができなくなった。それから約3か月の休養を経て9月6日、日本で開催された東京ガールズコレクションでのステージで復帰を果たした。
2015年
JTBCバラエティ「非首脳会談」にミンホと共に出演。
JTBCバラエティ「魔女狩り」にテミンと共に出演。
2016年、韓国で最高視聴率41.6％を記録したKBSドラマ「太陽の末裔」にイ・チフン役で出演。2017年7月5日からBS-TBSでも放送開始された。東南アジアを旅行しながら現地の材料を利用してグローバルレシピを披露する番組「食べて寝て食べて」に出演。「2016 KBS歌謡大祝祭」でCNBLUEのジョン・ヨンファとコラボし、ユン・ジョンシンとクァク・ジノンの「疲れた一日」を披露。
2017年ハン・ウンジョンとともに「騒怪レストラン」に初回ゲストとして出演。鶏料理を作り料理の腕前をシェフに絶賛された。SM「STATION」シーズン2の6番目曲「睡眠薬」に参加。6月26日にHeize「Don't Know You」MVにHeizeの恋人役として出演。
2018年12月10日陸軍に現役入隊、その後2020年7月20日に除隊となる。
2022年4月11日にミニアルバム「DICE」で約3年4か月振りのカムバック。
2022年7月6日に日本初となる1stソロアルバム『Life goes on』が発売。そのアルバム名をタイトルにした日本で初となるソロツアー「ONEW Japan 1st Concert Tour 2022 ～Life goes on～」も開催した。
2023年3月6日に1st ソロフルアルバム『Circle』でカムバック。それに合わせ3月3～5日に韓国でソロコンサート「ONEW CONCERT "O-NEW-NOTE"」を開催。3月14日と15日には、同名のコンサートの日本公演が行われた。6月9日、体調不良が続いたためしばらくの間、活動を休止する事を発表。12月30日、ビルボードが発表した2023年最高のK-POPアルバム25に『Circle』が選ばれた。
2024年4月3日、所属事務所退社とGRIFFINエンタテインメントへの所属を発表。

## 人物
身長175cm、いて座のO型。実家は肉屋で一人っ子。靑雲大学校実用音楽科を卒業。ニックネームは、オニュ、豆腐（色白であるため）、ヨンガム（朝鮮語でお爺さんの意。キーが付けた。）、ジンギミョンギ、マジンギなどがある。特技は、作詞、歌、ピアノ、日本語、手でくるみを割ること。趣味は音楽鑑賞、映画鑑賞、寝ること、ダーツ、釣り。ニンジンケーキやクッキーも作る。投資のセンスもあるらしい。わかめスープも作れる。

## エピソード
- 座右の銘は「何事も楽しくやろう！」[23]
- 2022年の誕生日直前にコロナ感染が発覚する[24]
- MBTIはINTJ-Tの模様（2023年3月末現在）

## 作品

### DVD
- 青春不敗(2009年)
- 太陽の末裔(2017年)

### MV
- Onew × Lee Jinah "Starry Night"(2016年)　S.M.STATIONチャンネル
- ONEW (온유) x ROCO "睡眠薬（Lullaby）"  (2017年)S.M.STATION 2

### ソロ曲
- 「내가 사랑했던 이름(THE NAME)」(2009年)　Feat.キム・ヨヌ
- 「Dance Whole Day」（2022年、日本語曲）[25]
- 「INSPIRATION」「Knock On My Door」（2023年、日本語曲）[26]

### 参加曲
- 「バニラLOVE」(2008年)　イ・ヒョンジ Feat.オンユ
- 「バニラLOVE part2」(2008年)　イ・ヒョンジ Feat.オンユ
- 「잠꼬대(Please,Don't Go)」(2009年)　ジョンヒョン＆オンユ
- 「1년 後(One Year Later)」(2009年)　ジェシカ(少女時代) Feat.オンユ
- 「Starry Night」(2016年) オンユ × イ・ジナ　S.M.Stationチャンネル
- 「睡眠薬（Lullaby）」(2017年)　オンユ × ROCO　S.M.Station 2 チャンネル

### 作詞曲
- 「Your Name」(2010年)　SHINee　2ndアルバム　収録曲　作詞　トラック9

- 「So Amazing」(2016年)　SHINee　5th アルバム　収録曲　作詞　トラック9

- 「Beautiful Life」(2016年)　SHINee　5thアルバムリパッケージ収録曲　作詞　トラック3

- Shine On You(2018年) 1st ミニアルバム「VOICE」収録曲　作詞　トラック6

- 「In the whale」(2022年）2ndミニアルバム「DICE」収録曲　トラック6

### ミニアルバム
| No. | 発売国 | 発売日        | アルバム名 | 曲名 |
| --- | ------ | ------------- | ---------- | --- |
| 1st | 韓国   | 2018年12月5日 | VOICE      | 1.Blue 2.거리마다 (Your Scent) 3.동네 (Under The Starlight) 4.어떤 사이 (Sign) 5.사랑이었을까 (Illusion) 6.온유하게 해요 (Shine On You) 7.또각또각 (Timepiece) |
| 2nd | 韓国   | 2022年4月11日 | DICE       | 1.DICE 2.Sunshine 3.On the way 4.Love Phobia 5.여우비 (Yeowoobi) 6.In the whale                                                                                |

### アルバム
| No. | 発売国 | 発売日         | アルバム名   | 曲名 |
| --- | ------ | -------------- | ------------ | --- |
| 1st | 日本   | 2022年07月06日 | Life goes on | [CD.1] 1.夜明けの世界 2.遅く起きた朝に 3.Life is... 4.Beauty 5.Lighthouse 6.Life goes on [CD.2] 1.Everything 2.キラキラ 3.鱗(うろこ) 4.やさしいキスをして                               |
| 1st | 韓国   | 2023年3月6日   | Circle       | 1.O (Circle) 2.환절기 (Cough) 3.우중산책 (Rain On Me) 4.Caramel (feat. GIRIBOY) 5.Anywhere 6.Paradise 7.Expectations 8.No Parachute 9.기억을 걷다 (Walk With You) 10.보통의 밤 (Always) |

### OST
| アルバム名                                                    | 曲名                           | 参加   | 参考          |
| ------------------------------------------------------------- | ------------------------------ | ------ | ------------- |
| SBS《花ざかりの君たちへ》O.S.T Part.4（2012年8月22日）        | In Your Eyes                   |        | [ 27 ]        |
| MBC《ミスコリア》O.S.T Part.1（2014年）                       | Moonlight (From "미스코리아")  |        |               |
| CGV《別れの猶予、一週間》O.S.T Part.3（2021年）               | 그림자(Shadow)                 |        |               |
| tvN《君は私の春》O.S.T Part.7（2021年8月3日）                 | 다정한 봄에게 (Dear my spring) |        | [ 28 ] [ 29 ] |
| tvN《ハイクラス》O.S.T Part.3（2021年10月5日）                | Blue                           | Elaine | [ 30 ]        |
| JTBC《気象庁の人々：社内恋愛は予測不能！？》（2022年2月27日） | 心注意報                       |        | [ 31 ] [ 32 ] |

## コンサート
| 年度 | コンサート名                                                      | 開催国 | 開催日                              | 参考   |
| ---- | ----------------------------------------------------------------- | ------ | ----------------------------------- | ------ |
| 2022 | ONEW Japan 1st Concert Tour 2022 ～Life goes on～                 | 日本   | 7月8日（東京武道館）                | [ 33 ] |
| 2022 | ONEW Japan 1st Concert Tour 2022 ～Life goes on～                 | 日本   | 7月9日（東京武道館）                | [ 34 ] |
| 2022 | ONEW Japan 1st Concert Tour 2022 ～Life goes on～                 | 日本   | 8月14日（福岡サンパレス）           |        |
| 2022 | ONEW Japan 1st Concert Tour 2022 ～Life goes on～                 | 日本   | 8月18日（名古屋国際会議場）         |        |
| 2022 | ONEW Japan 1st Concert Tour 2022 ～Life goes on～                 | 日本   | 8月22日（大阪フェスティバルホール） |        |
| 2022 | ONEW Japan 1st Concert Tour 2022 ～Life goes on～                 | 日本   | 8月23日（大阪フェスティバルホール） |        |
| 2022 | ONEW Japan 1st Concert Tour 2022 ～Life goes on～ Special Edition | 日本   | 9月10日（代々木第一体育館）         | [ 35 ] |
| 2022 | ONEW Japan 1st Concert Tour 2022 ～Life goes on～ Special Edition | 日本   | 9月11日（代々木第一体育館）         |        |
| 2023 | ONEW CONCERT "O-NEW-NOTE"                                         | 韓国   | 3月3日（オリンピックホール）        | [ 36 ] |
| 2023 | ONEW CONCERT "O-NEW-NOTE"                                         | 韓国   | 3月4日（オリンピックホール）        |        |
| 2023 | ONEW CONCERT "O-NEW-NOTE"                                         | 韓国   | 3月5日（オリンピックホール）        |        |
| 2023 | ONEW CONCERT "O-NEW-NOTE" in JAPAN                                | 日本   | 3月14日（代々木第一体育館）         | [ 20 ] |
| 2023 | ONEW CONCERT "O-NEW-NOTE" in JAPAN                                | 日本   | 3月15日（代々木第一体育館）         |        |

## 出演

### ドラマ
- ドクターチャンプ（朝鮮語版）（2010年、SBS）- 研修医役（カメオ出演）[37]
- オーマイゴッド×2（2012年、SBS）- オンユ役（カメオ出演）[38]
- 一抹の純情（2013年、KBS2）[39]

- シットコム ロイヤルヴィラ（朝鮮語版）（2013年、JTBC）- ニート役[40]
- 恋愛が一番簡単でした（2015年、ウェブドラマ）- ホウォン役[41]
- 太陽の末裔（2016年、KBS2）- イ・チフン役[42]
- 4分44秒（未公開）[43]

### バラエティ
- ラジオスター（2012年、MBC）[44]
- 挑戦1000曲（2013年、SBS）[45]
- 上流社会（2013年、JTBC）[46]
- 八道放浪バンド（2013年、tvN）[47]

- ジャングルの法則～ボルネオ編～/ブラジル編（2014年2月28日-6月6日、SBS）[8]
- 4つのショー（2015年、Mnet）[48]
- アブノーマル会談（2015年、JTBC）[49]
- 魔女狩り（2015年、JTBC）[50]
- ホドンの芸・体・能～めざせ！ご当地スポーツ王（2016年、KBS2）[51]
- 食べて寝て食べて セントーサ島 編（2016年12月20日-[52]、全8回[53]）
- ハッピートゥゲザー3（2016年、KBS2）[54]
- 1対100（2016年、KBS2）[55]
- 私に残された48時間（2017年、tvN）[56]
- 騒怪レストラン（2017年、tvN）[57]
- ファンタスティック・デュオ2（2017年、SBS）[58]
- 驚きの土曜日（2021年、tvN）[59]
- 바라던 바다（望んだ海、望んでいた海）（2021年6月29日-、JTBC）[60][61]
- 개미는 오늘도 뚠뚠（ケミは今日もトゥントゥン）（2021年9月14日-、カカオTV）[62]
- 探してほしい！ホームズ（2022年、MBC）[32]
- 驚きの土曜日（2022年、tvN）[63]
- MUSIC FAIR（2022年、フジテレビ）[64]
- 古家正亨の韓流クラス（2022年、テレビ愛知）
- HELLOオニュ（2022年、地上波版フジテレビ、CS完全版フジテレビTWO）[65]
- バズリズム02（2022年、日本テレビ）
- 더 트래블로그（トラベログ）（2022年、SBS FIL）[66]
- 벌거벗은 세계사（裸の世界史）（2023年、tvN）[67]
- 안녕자네 Ep.52（アンニョン、君）（2023年、JTBC HeyNews、公式Youtube）[68]

### ミュージカル
- 兄弟は勇敢だった（2010年）[69]- 弟 イ・ジュンボン（이주봉）役(イ・ジフンやTRAXのジェイとトリプルキャスティング)
- ロック・オブ・エイジ（2010年) 主役 ドリュー役[70]
- タイヨウのうた（2021年）- ハラム役[71]
- タイヨウのうた（2022年）- ハラム役

### ラジオ
- SUPER JUNIORのKISS THE RADIO（2016年、KBSクールFM）- スペシャルDJ[72]
- イ・スジの歌謡広場（2018年、KBSクールFM）[73]
- カン・ハンナのボリュームを上げて（2021年、KBSクールFM）[74]
- 2時脱出 Cultwo Show（2022年、SBSパワーFM）[75]
- イ・ギグァンの歌謡広場（2022年、KBSクールFM）[76]
- Top of the Morning（2022年、LOVE FM 76.1MHz）
- ハイパーナイトプログラムガウ（2022年、FM福岡）
- LOVE FLAP（2022年、FM大阪）
- 802 BINTANG GARDEN -MUSIC FISHING（2022年）[77]

### MV
- Heize「Don't Know You」(2017年)[78]

### MC
- 徹夜バラエティ夜行星（2010年、KBS）[79][4]
- ショー! 音楽中心（2010年-2011年、MBC）[5]
- 2013 K-POP DREAM CONCERT（2013年）[80]
- ミュージックバンク（2016年、KBS2）[81]

## 雑誌
| 年度 | 月号   | 雑誌名       | 参考   |
| ---- | ------ | ------------ | ------ |
| 2012 | 10月号 | Singles      | [ 82 ] |
| 2016 | 5月号  | COSMOPOLITAN | [ 83 ] |
| 2016 | 11月号 | InStyle      | [ 84 ] |
| 2017 | 7月号  | Allure Korea | [ 85 ] |
| 2021 | 6月号  | ELLE KOREA   | [ 86 ] |
| 2022 | 5月号  | Marie Claire |        |
| 2023 | 4月号  | Allure Korea |        |

## 受賞歴
- 2015年「BS歌謡大祭典 今年のリーダー賞」[87]
- 2016年「ンスティラーフェスティバル 新人賞(2」（『太陽の末裔』）[88]
- 2017年「第6回GAON CHART MUSIC AWARDS ワールド韓流スター賞」[89]